# Альфред Заґедер
Альфред Заґедер (нім. Alfred Sageder, 29 вересня 1933 — березень 2017) — австрійський академічний веслувальник.
Срібний призер Олімпійських Ігор 1960 року в складі розпашної двійки без стернового, бронзовий призер 1956 року в складі розпашної двійки без стернового, учасник 1964 року.
Срібний призер Чемпіонату Європи 1956, 1957 років у складі розпашної двійки без стернового, бронзовий призер 1956 (розпашні двійки зі стерновим), 1959 (розпашні двійки без стернового) років.